# Friedrich Albert Franz Krug von Nidda
Friedrich Albert Franz Krug von Nidda (* 1. Mai 1776 in Gatterstädt bei Querfurt; † 29. März 1843 ebenda) war ein deutscher Dichter der Romantik.

## Leben
Friedrich Albert Franz  Krug von Nidda wurde 1776 auf dem Rittergut seines Vaters, dem Oberhof Gatterstädt bei Querfurt, geboren. 1791 trat er als Standartenjunker ins kurfürstlich-sächsische Chevauleger-Regiment des Prinzen Waldemar ein und machte dann als Leutnant die Feldzüge des sächsischen Kontingents in den folgenden kriegerischen Jahrzehnten mit. Er nahm 1812 an Napoleons russischem Feldzug teil. Hierbei wurde er 1813 verwundet  und gefangen genommen und zuerst in Kiew, dann in Białystok interniert. Von seiner traurigen Lage zeugt das Sonett In russischer Gefangenschaft.  1814 konnte er nach Deutschland zurückkehren, musste aber aus gesundheitlichen Gründen den Militärdienst quittieren, nachdem er noch zum Rittmeister befördert worden war.
Die Gedichte, in denen Krug seine Eindrücke des Kriegslebens wiederzugeben sucht, zeigen nicht die Frische, die man von dem Selbstdurchlebten fordern könnte, sind aber interessant, weil sie Einblick in die traurige Lage patriotisch gesinnter Rheinbund-Offiziere gewähren. Dasselbe Gefühl, das den deutsch gesinnten König Ludwig I. zur Errichtung eines Denkmals für seine in Russland untergegangene Armee bestimmte, diktierte Krug die ergreifende „Totenklage“ um die Verschollenen, „die Bundespflicht ins Frankenheer gezwungen“ hatte. Dem Grimm gegen Napoleon, dem auch er folgte, gab er in der Ballade Der Wölfe Mahl Ausdruck. Seine Freude über den Sieg der Alliierten drückte er im Befreiungslied und auch sonst mehrmals aus; öfters noch macht sich freilich bei ihm der sächsische Patriotismus geltend. Doch pflegte er diesen auch bei der Verherrlichung der sächsisch-deutschen Könige Otto II. und Heinrich II. und ihren Sarazenen- und Slawenkriegen. Der gleichen Gesinnung ist auch das vieraktige historische Drama Heinrich der Finkler oder die Ungarnschlacht (Leipzig 1818) entsprungen.
Als das wichtigste Ereignis seines späteren Lebens wurde von Krug selbst sein Zusammentreffen mit Goethe angesehen, das er im Gedenkbüchlein oder Blicke durchs Leben (Leipzig 1829) beschrieb. Goethe selbst erwähnt in den Tages- und Jahresheften die Begegnung mit dem jungen Dichter nicht, dem er im Sommer 1816 im thüringischen Kurort Bad Tennstedt freundliche Teilnahme schenkte. Krug arbeitete damals an der Vollendung von Florians Rittergedicht Gonsalve de Cordoue (2 Bde., Paris 1791), dessen Übertragung er in der russischen Gefangenschaft begonnen hatte. Kleine Gedichte Krugs in Almanachen hatte Goethe bereits „nicht ohne Anteil gelesen“, als Krug in Bad Tennstedt den Plan fasste, „von ihm, dem Hochgefeierten, die Prüfung meiner Fähigkeiten zu erbitten und hiermit die Entscheidung meines Berufs für die noch übrige Hand voll Jahre in seine Hand zu legen“.
Goethe hatte Rücksicht für den leidenden Zustand des Invaliden, fand in der Arbeit einzelne beneidenswerte Oktaven und gab über die Behandlung der Stanzenform und den weisen Gebrauch der Trope gute Ratschläge, nahm auch, als Krug im folgenden Jahr das erwähnte französische Epos Florians frei übersetzt und in Oktaven umgebildet herausgab (Leipzig 1817), dessen Widmung freundlich an und wünschte dem Werk, das ihm „unparteiische Freude“ bereitete, günstige Aufnahme. Er beurteilte aber nicht Krugs dichterische Begabung, sondern rühmte nur, dass dieser in traurigen Zeiten das Talent und die Muse als sichersten Schutzgeist bewährt gefunden habe.
Nachdem Krug durch Reisen am Rhein, in der Schweiz und Italien seine Gesundheit gekräftigt hatte, vermählte er sich mit der Schwester des Berliner Generalpolizeidirektors von Hinckeldey und lebte schriftstellerisch tätig auf seinem Familiengut Gatterstädt. Er schloss sich dem Kreis um Fouqué an. Seine Gedichte verraten im Allgemeinen die fleißige Lektüre Schillers, dessen Rhythmus er sich öfters aneignete. Die Lenzfahrt zeigt Einfluss von Goethe. In den Sternenliedern ist eine missglückte Nachahmung von Novalis’ Hymnen an die Nacht versucht. Das Beispiel des „treuen Minnesingers'“ Uhland erhöhte seinen eigenen „Sangesmut“. Müllner bewunderte er als Dramatiker, Tieck und Fouqué feierte er in eigenen Sonetten. Zu seinen Vorbildern gehörten ferner Eichendorff und Schenkendorf.
Chamissos Jugendversuch in Terzinen, Die jungen Dichter, ahmte Krug in gleicher Form im Sängertrost nach. Von der romantischen Spielerei mit fremden Formen hielt er sich, wohl im Gefühl der eigenen formalen Unsicherheit, fern. Nicht durch künstlerische Durchbildung des Ganzen, sondern durch einzelne glückliche Wendungen und durch den Stoff suchte er zu wirken. Unter den Sinngedichten und Überschriften, die er in Nachahmung der klassischen Xenien schrieb, forderte er ein klares Gemüt und reinen Blick für den Sänger, der Wortprunk vermeiden müsse; allein nach innerer Berufskraft, nicht der Schule gehorchend, sei die heilige Kunst auszuüben, auch niedere Stoffe würden durch des Genius Kraft zur Würde erhoben, auch die zarte Form des Sonetts lasse sich zu tragischer Höhe erheben.
Politisch huldigte Krug keineswegs dem reaktionären Obskurantismus seines Schwagers; die in aristokratischen Waffen spukende Ritterschaft trage die Schuld, wenn auch in Deutschland demokratische Ideen um sich griffen. Den Sängern, die sich am griechischen Freiheitskampf begeisterten, schloss er sich 1822 mit einem Gedicht An die Neugriechen (Zeitung für die elegante Welt, Nr. 31) an. 1823–24 veröffentlichte er die beiden Bände seines Skanderbeg. Heroisches Gedicht in zehn Gesängen, das im Geist des damaligen Philhellenismus geschrieben ist und seine gelungenste Poesie darstellt.
Mit einem Brief Fouqués als Vorwort erschienen 1820 in Leipzig Gedichte von Friedrich Krug von Nidda. Das Frauentaschenbuch für 1823 brachte Waldfriedchen, Der Berlinische Kalender für 1824 in Prosa die altpersische Erzählung Musa. In je zwei Bänden veröffentlichte Krug 1821 und 1822 in Leipzig Erzählungen und Romanzen; 1827–30 in Halle Schwertlilien, in ihnen als Nr. 12 Nikolaus Graf Zriny. Eine weitere Gedichtsammlung gab er 1833 in Quedlinburg als Bilderskizzen einer Rheinwanderung heraus, denen 1834 in Leipzig Der Schmidt von Jüterbogk. Chronikenfolge in Romanzen  folgte. Mehr oder minder zahlreiche Beiträge lieferte er außerdem in vielen Almanachen und Zeitschriften, so in Beckers Taschenbuch zum geselligen Vergnügen, in Schützes Taschenbuch der Liebe und Freundschaft, in Kinds Harfe, für die Frauenzeitung, für Salina, Minerva, Eos, Wünschelruthe, die Vorzeit, Phöbe, Kinds Muse, die Wiener Zeitschrift für Literatur und Kunst, das Rheinische Taschenbuch, in Gubitz’ Gesellschafter, Küffners Feierstunden, in den Abendstunden, im Waisenfreund, Hells Abendzeitung, Castellis Huldigung der Frauen, im Berliner Musenalmanach, in Herloßsohns Komet, Müllners Mitternachtsblatt sowie in Biedermanns Morgenblatt für gebildete Leser.
Als Krug 1843 im Alter von 66 Jahren starb, setzte ihm Fouqué im 26. Jahrgang von Gubitz’ Gesellschafter einen „Denkstein“. Autobiographische Aufsätze brachten die drei Bände der mit Bewilligung von Krugs Witwe herausgegebenen Nachlassschriften (Querfurt 1855–57), die A. H. Schmid mit einer anspruchsvollen Biographie Krugs versah.

## Werke
- Heinrich der Finkler. Historisches Drama, Leipzig 1818 Digitalisat
- Gedichte. Leipzig 1820
- Erzählungen und Romanzen. Leipzig 1821/22
- Skanderbeg. Heroisches Gedicht. 2 Bde., Leipzig 1823
- Lokal-Umrisse kleiner Reisen. In: Züge durch die Hochgebirge und Thäler der Pyrenäen im Jahre 1822. Mit Wilhelm von Lüdemann. In: Bibliothek der neuesten Entdeckungsreisen nebst den wichtigsten Beyträgen des 19. Jh., 2. Jg., 2. Viertes Bändchen, Anton Strauß, Wien 1826. Digitalisat
- Schwertlilien. 2 Bde., Leipzig 1827–1830
- Gedenkbüchlein oder Blicke durchs Leben. Leipzig 1829
- Der Schmidt von Jüterbogk. Chronikenfolgen in Romanzen. Leipzig 1834